# Isuzu
Isuzu  (jap. いすゞ自動車株式会社 - Isuzu Jidoša Kabušiki-Kaiša) je japonski mednarodni proizvajalec motornih vozil in dizelskih motorjev. Sedež podjetja je v Tokiu, Japonska. Isuzu ima pa svetu številne podružnice in skupna partnerstva. Podjetje je leta 1916 ustanovilo naftno/plinsko podjetje Tokyo Gas Company, leta 1934 so se preimenovali v Isuzu - po reki "Isuzu".
Do leta 2009 je podjetje proizvedlo čez 21 milijonov dizelskih motorjev, ki se se uporabljajo na vozilih po vsem svetu. Isuzujeve dizelske motorje uporabljajo tudi General Motors in Renault-Nissan.

## Podružnice in skupna partnerstva
- DMAX - sodelovanje z General Motors
- Ghandhara Industries - Pakistan - tovornjaki in avtobusi
- Guangzhou Automobile Group Bus -  Kitajska - avtobusi
- HICOM Automotive Manufacturers - Malezija - tovornjaki, SUVji
- Industries Mécaniques Maghrébines - Tunizija - tovornjaki, SUVji
- Isuzu (Anadolu) - Turčija - tovornjaki, avtobusi
- Isuzu Astra Motor Indonesia - Indonezija - tovornjaki, SUVji
- Isuzu HICOM Malaysia - Malezija - tovornjaki, SUVji
- Isuzu Commercial Truck of America, Inc.
- Isuzu Malaysia - Malezija - tovornjaki, SUVji
- Isuzu Motors Polska - Polsjka - dizelski motorji, kasneje prevzel General Motors
- Isuzu Philippines - Filipini] - tovornjaki, SUVji
- General Motors De Portugal-FMAT S.A.
- Isuzu Truck (UK) - Anglija - tovornjaki, SUVji
- Isuzu Truck South Africa - Južna Afrika - tovornjaki
- Isuzu Vietnam -Vietnam - tovornjaki, SUVji
- Jiangling Motors - Kitajska - tovornjaki, SUVji
- Qingling Motors - Kitajska - tovornjaki, SUVji
- SML Isuzu - Indija, v pretklosti Swaraj Mazda
- Sollers-Isuzu - Rusija - tovornjaki
- Subaru of Indiana Automotive, Inc. - ZDA, avtomobili, SUVji
- Taiwan Isuzu Motors - Tajvan - tovornjaki
- Thai Rung Union Car - Tajska - SUV
- Zexel - Japonska - komponjente, zdaj del Bosch

## Motorna vozila

### Avtomobili
- 1953–1962, Minx, licenčna verzija  Hillman Minx-a
- 1961–1966, Bellel sedan
- 1963–1973, Bellett sedan (PR10/20)
- 1967–1983, Isuzu Florian
- 1968–1981, 117 Coupe
- 1974–2000, Gemini/I-Mark/Stylus sedan
- 1983–1992, Piazza/Impulse/Storm
- 1983–2002, Aska sedan
- 1983–2002, Trooper SUV
- 1983–1995, Isuzu P'up in TF model
- 1989–1994, Amigo SUV
- 1991–2004, Rodeo SUV
- 1991–do danes, Panther
- 1996–1999, Isuzu Oasis minivan
- 1996–2000, Isuzu Hombre pickup
- 1996–2001, Isuzu Vertex sedan
- 1998–2003, Amigo/Rodeo Sport SUV
- 1999–2001, VehiCROSS
- 2001–2004, Axiom SUV
- 2002–2008, Ascender SUV
- 2002–do danes, D-Max pickup
- 2004-do danes Isuzu MU-7 SUV
- 2006–2008, i-280/i-350 pickup
- 2011-do danes Isuzu D-Max
- 2013-do danes Isuzu Mu-X

### Avtobusi in tovornjaki
- Elf
- Forward
- Giga
- Gala
- Gala Mio
- Erga
- Erga-J
- Erga Mio
- Journey
- Journey-J
- H-Series
- Reach [1]

### Dirkalni avtomobili
- 1969 Isuzu R7
- 1970 Isuzu Bellett R6

### Konceptni avtomobili
- 1970 Bellett MX1600
- 1983 COA
- 1985 COA-II
- 1987 COA III,
- 1989 Costa
- 1989 MultiCROSS
- 1989 4200R
- 1991 Como[2]
- 1991 Nagisa
- 1991 Terraza
- 1993 XU-1
- 1993 VehiCROSS
- 1995 Deseo
- 1995 Aisance
- 1997 VX-2
- 1997 Isuzu Zaccar
- 1999 Isuzu VX-O2
- 1999 Isuzu KAI
- 1999 ZXC
- 2000 Isuzu VX-4
- 2001 Zen
- 2001 GBX

### Avtobusi (Filipini)
- LV314K
- LV314L
- CJM470
- CJM500
- LT132
- LV423
- LV123
- PABFTR33PLB
- FTR33P
- FTR45
- PABFVR33P

### Avtobusi (Tajska)
- CQA650A/T
- JCR600YZNN
- LT112P
- LV223S
- LV423R
- LV486R
- LV771
- MT111QB